# Marylynnia punctata
Marylynnia punctata is een rondwormensoort uit de familie van de Cyatholaimidae. De wetenschappelijke naam van de soort is voor het eerst geldig gepubliceerd in 1985 door Jensen.